# Парламентські вибори в Данії 2011

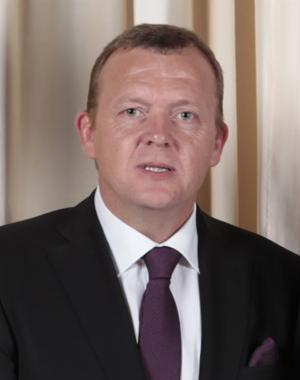
Прем'єр Ларс Люкке Расмуссен

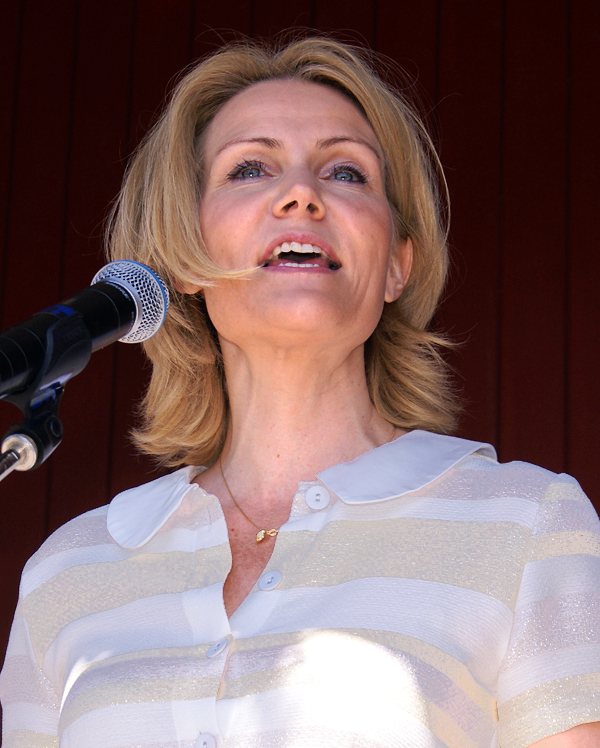
Лідер опозиції Гелле Торнінг-Шміт

Дострокові парламентські вибори у Данії відбулися 15 вересня 2011 року. У парламенті країни засідають 179 депутатів, обираних на чотири роки. Четверо з 179 депутатів обираються від Фарерських островів і Гренландії.
За оцінками політологів, головною темою виборів стала економіка, яка переважила всі інші проблеми, такі як імміграція та прикордонний контроль.
На виборах переміг «Червоний блок» лівих і лівоцентристських сил: ліві отримали 50,2 відсотка голосів і 89 місць в парламенті країни. Відтак новим прем'єр-міністром Данії стає лідер соціал-демократів, найбільшої партії «червоного блоку», Гелле Торнінг-Шміт (Helle Thorning-Schmidt). Вона буде першою жінкою-головою уряду в історії країни. Її економічна програма передбачає збільшення державних витрат і оригінальний план змусити громадян працювати на 12 хвилин більше на день. На думку пані Торнінг-Шміт, додаткова виробнича година на тиждень стимулюватиме зростання економіки.
Примітно, що соціал-демократи, набравши 24,9 відсотка, показали трохи нижчий результат у порівнянні з попередніми виборами в 2007 році і втратили одне місце в парламенті. Друга за величиною партія лівої коаліції — Соціалістична народна партія — втратила сім мандатів. Однак зростання популярності двох інших учасників «червоного блоку» — «Радикальної Венстре» і Червоно-зеленої коаліції — дозволив лівим здобути перемогу. Обидві партії отримали на вісім місць більше, ніж чотири роки тому.
Представники ліберально-консервативного «синього блоку», який перебував при владі в країні останні десять років, отримали на виборах 49,7 відсотка голосів і 86 мандатів. Найпопулярнішою партією Данії, як і раніше залишається ліберальна «Венстре», яка входить в праву коаліцію. Вона набрала 26,7 відсотка відсотка голосів і отримала ще одне місце в парламенті. Однак її партнери — націоналістична Данська народна партія, Консервативна партія і Ліберальний альянс — показали в цілому незадовільні результати.
Лідери «синього блоку», у тому числі нинішній прем'єр-міністр Данії та голова Венстре Ларс Люкке Расмуссен, одразу по оголошенні результатів визнали поразку. У першу після виборів ніч на 16 вересня Расмуссен оголосив про майбутню відставку уряду.

## Виноски
1. ↑  Вибори у Данії: вперше прем'єром може стати жінка[недоступне посилання]
2. ↑  На парламентських виборах у Данії перемагає опозиція[недоступне посилання]